# Інхо-1
«Інхо-1» (кит. 萤火一号, піньїнь: yínghuǒ yī hào, буквально «світлячок-1»)  є омофон Інхо (кит. 荧惑, піньїнь: yínghuò, буквально «мерехтливе здивування») як стародавньої китайської назви Марса — перший китайський зонд для дослідження Марса, який було запущено разом з російським зондом «Фобос-Ґрунт».
26 березня 2007 року директор Китайського національного космічного управління Сунь Лайянь і глава Російського космічного агентства Анатолій Пермінов підписали угоду про спільне російсько-китайське дослідження Марса. Вона містила запуск на Марс зонда «Інхо-1», що був запланований на 2011 рік.

## Конструкція
Розміри зонда: 0,75 м в довжину, 0,75 м у ширину і 0,60 м у висоту, маса — 110 кг, зонд розрахований на два роки наукової місії.
Апарат має тривісну систему орієнтації з рідинними мікродвигунами. Розміри, характерні для навколоземних супутників класу «мікро», вважаються дуже скромними для міжпланетного зонда. Значною мірою малі габарити «Світлячка» обумовлені невеликими потребами запасу ракетного палива: весь шлях до орбіти навколо Марса він мав виконати «на плечах» «Фобос-Ґрунт».
Оскільки Китай не встигав розгорнути до моменту запуску апарата власну мережу далекого космічного зв'язку з гігантськими наземними гостронаправленими антенами, зв'язок зонда із Землею мав забезпечуватися за використанням засобів телекомунікації ЄКА і Росії.

## Цілі місії
Завдяки особливостям орбіти «Інхо-1», і насамперед її малому нахиленню, очікувалось, що дані радіоконтролю будуть сприяти вивченню гравітаційного поля червоної планети. Після інтеграції з іншими наявними допплерівським даними (в першу чергу, архівною інформацією по MGS) китайські вчені змогли б покращити розуміння гравітації Марса, особливо в зонах низьких широт.
Основні наукові завдання включають:
- Детальне дослідження навколишнього середовища, плазми і магнітного поля.
- Вивчення процесів покидання іонами Марса.
- Вимірювання параметрів іоносфери «Інхо-1» і «Фобосом-Ґрунт», зосередивши увагу на субсонячних і нічних регіонах планети.
- Спостереження піщаних бур.

Хоча наукові цілі першої китайської марсіанської місії мають істотне значення, очевидно, що вона в основному служить для першої перевірки здатності китайської ракетно-космічної галузі вирішувати складні проблеми міжпланетних польотів. Адже ця область космонавтики має свою специфіку. Миттєвий або навіть швидкий і надійний зв'язок неможливий через затримку сигналу на величезних відстанях. Зонду доводиться підтримувати тривісну стабілізацію з почерговим перенацілення СБ і антен на Сонце, Землю, Марс і «Фобос-Ґрунт». І все це треба проробляти автономно, без використання наземної мережі управління і супроводу. Викликає питання і підтримання нормального стану систем КА після майже річної «сплячки» при тривалій дії екстремальних температур. Однак у випадку успіху «Світлячок» мав прокласти шлях майбутнім, складнішим проєктам китайських міжпланетних зондів.

### Російсько-китайська програма досліджень
Спільна китайсько-російська програма дослідження Марса Фобоса також надавала унікальну можливість для вивчення глобальної структури області взаємодії сонячного вітру з магнітосферою Червоної планети. У рамках даної програми обидва апарати мали нести прилади для реєстрації плазми і магнітного поля, спрямованого на моніторинг плазмового середовища. Оскільки російський і китайський зонди мали пролітати над різними регіонами планети, у них був би шанс одночасних досліджень взаємодії сонячного вітру з Марсом і вивчення таких явищ, як головна ударна хвиля і спостереження іонів у хвості магнітосфери.
Найнезвичайніший і найбільш новаторським експериментом, у якому «Фобос-Ґрунт» і «Інхо-1» мали працювати в тандемі, мав бути вимір структури іоносфери Марса. «Двухточкова» конфігурація супутникового угрупування на орбіті могла б сформувати унікальну систему для вивчення навколомарсіанського середовища. Комплекс ПН на китайському апараті отримує радіосигнали з «Фобос-Ґрунт» в експерименті зі штучного просвічування марсіанської іоносфери, зокрема на нічній стороні, що неможливо виконати при використанні джерела радіосигналів, що знаходиться на Землі. «Фобос-Ґрунт» транслював би сигнал на двох кратних частотах (833 і 416,5 МГц) через іоносферу Марса до приймача на «Інхо-1». Вимірюючи амплітуду та фазу прийнятих сигналів, вчені шляхом подальшої обробки даних на Землі могли б отримати профіль густини електронів в марсіанській іоносфері.

## Зміна планів
Попри те, що запуск російського апарата «Фобос-Ґрунт» спочатку був призначений на жовтень 2009 року, пізніше він був перенесений на два роки. За словами директора Інституту космічних досліджень, Льва Зеленого, це пов'язано зі змінами для підвищення надійності місії. Своєю чергою, затримка запуску «Фобос-Ґрунт» впливає і на запуск китайського зонда «Інхо-1», оскільки вони повинні бути запущені разом ракетою «Зеніт-3SLBФ». 20 грудня 2010 року зонд був поставлений з Китаю на складання спільно з «Фобос-Ґрунт».

## Прилади
Наукова апаратура складалася з п'яти інструментів і включала корисне навантаження:
- Плазмовий пакет (що складається з електронного аналізатора і іонного мас-спектрометра).
- Ферозондовий магнітометр.
- Ехолот радіопокриття.
- Оптична камера тепловізор з роздільною здатністю 200 метрів для зйомки Марса.
- Вузькокутова камера з полем зору 20° на 38°.
- Індукційний магнітометр.
- Двочастотний приймач для просвітлювання атмосфери.

Траєкторія польоту апаратів до Марса та Фобоса

## Запланований політ
З моменту запуску з космодрому Байконур на ракеті «Зеніт-3SLBФ» з розгінним блоком «Фрегат-СБ» і протягом усього 11-місячного перельоту до Марса «Інхо-1» мав бути сполученим із «Фобос-Ґрунт». Субсупутник мав відділитися від російського апарата після виходу на приекваторіальну високоеліптичну орбіту нахилом 5°, висотою періапсісу від 400 до 1000 км (номінал 800 км) і висотою апоапсісу 74 000—80 000 км. Період обертання на такій орбіті складе близько 72,8 години. Значну частину часу зонд перебував би в тіні Марса. Номінальна тривалість місії — один рік.

## Запуск
Китайський «Інхо-1» і російський космічний апарат «Фобос-Ґрунт» були запущені разом на Марс українською ракетою «Зеніт-3SLBФ» з російським розгінним блоком «Фрегат-СБ» з космодрому Байконур 9 листопада 2011 року. Запуск АМС Фобос-Ґрунт та «Інхо-1» відбувся згідно зі штатним розкладом. Ракета-носій «Зеніт-2SБ» стартувала о 22:16 за київським часом. Ракета-носій відпрацювала штатно й відбулось штатне відділена АМС від носія. Через 11 хвилин після старту ракети-носія «Зеніт-2SБ» АМС «Фобос-Ґрунт» була виведена на опорну орбіту.

## Нештатна ситуація
При виведенні апаратів «Фобос-Ґрунт» та «Інхо-1», запущених 9 листопада 2011 року, на траєкторії відльоту склалася нештатна ситуація. Відправлена на Марс космічна станція, носій апарата «Інхо-1», АМС «Фобос-Ґрунт» «застрягла» на орбіті Землі Причиною невдачі стало те, що не спрацював маршовий двигун, який мав забезпечити рух «Фобос-Ґрунт» після його відділення від ракети-носія. Це могло статися внаслідок збою програмного забезпечення або через поломку датчиків чи приладів безпосередньо на борту апарата.

## Завершення місії
Російський космічний апарат «Фобос-Ґрунт» 15 січня 2012 р. на 1097 витку неконтрольовано увійшов у верхні шари земної атмосфери і перестав існувати внаслідок аеродинамічного перегріву і механічного руйнування. Разом із ним згорів в щільних шарах атмосфери і «Інхо-1».